# Fernando Vicente
Fernando Vicente Fibla (* 8. März 1977 in Benicarló) ist ein ehemaliger spanischer Tennisspieler.
Der Rechtshänder begann im Jahr 1995 auf der ATP Tour. In seiner Profikarriere gewann er drei Einzel- und zwei Doppeltitel. Darüber hinaus erreichte er im Einzel drei weitere Male und im Doppel vier weitere Male das Finale eines ATP-Turniers.
Seine höchsten Platzierungen in der Weltrangliste erreichte er im Einzel im Juni 2000 mit Position 29 sowie im Doppel im November 2006 mit Rang 61.
Derzeit ist Vicente der Trainer von Andrei Andrejewitsch Rubljow.

## Erfolge
| Legende (Anzahl der Siege)    |
| Grand Slam                    |
| Tennis Masters Cup            |
| ATP Masters Series            |
| ATP International Series Gold |
| ATP International Series (5)  |

| Titel nach Belag |
| Hartplatz (0)    |
| Sand (5)         |
| Rasen (0)        |
| Teppich (0)      |

### Einzel

#### Turniersiege
| Nr. | Datum           | Turnier    | Belag | Finalgegner        | Ergebnis      |
| --- | --------------- | ---------- | ----- | ------------------ | ------------- |
| 1.  | 7. Juni 1999    | Meran      | Sand  | Hicham Arazi       | 6:2, 3:6, 7:6 |
| 2.  | 10. April 2000  | Casablanca | Sand  | Sébastien Grosjean | 6:4, 4:6, 7:6 |
| 3.  | 28. Januar 2001 | Bogotá     | Sand  | Juan Ignacio Chela | 6:4, 7:6      |

#### Finalteilnahmen
| Nr. | Datum         | Turnier    | Belag | Finalgegner      | Ergebnis             |
| --- | ------------- | ---------- | ----- | ---------------- | -------------------- |
| 1.  | 22. März 1999 | Casablanca | Sand  | Alberto Martín   | 3:6, 4:6             |
| 2.  | 26. Juli 1999 | Kitzbühel  | Sand  | Albert Costa     | 5:7, 2:6, 7:65, 6:74 |
| 3.  | 20. Mai 2002  | St. Pölten | Sand  | Nicolás Lapentti | 5:7, 4:6             |

### Doppel

#### Turniersiege
| Nr. | Datum         | Turnier    | Belag | Partner        | Finalgegner                      | Ergebnis      |
| --- | ------------- | ---------- | ----- | -------------- | -------------------------------- | ------------- |
| 1.  | 17. Mai 2004  | Casablanca | Sand  | Enzo Artoni    | Yves Allegro Michael Kohlmann    | 3:6, 6:0, 6:4 |
| 2.  | 17. Juli 2006 | Amersfoort | Sand  | Alberto Martín | Lucas Arnold Ker Christopher Kas | 6:4, 6:3      |

#### Finalteilnahmen
| Nr. | Datum            | Turnier   | Belag | Partner        | Finalgegner                    | Ergebnis   |
| --- | ---------------- | --------- | ----- | -------------- | ------------------------------ | ---------- |
| 1.  | 1. Mai 2000      | Mallorca  | Sand  | Alberto Martín | Michaël Llodra Diego Nargiso   | 6:72, 6:73 |
| 2.  | 23. April 2001   | Barcelona | Sand  | Tommy Robredo  | Donald Johnson Jared Palmer    | 6:72, 4:6  |
| 3.  | 15. Juli 2002    | Umag      | Sand  | Albert Portas  | František Čermák Julian Knowle | 4:6, 4:6   |
| 4.  | 24. Februar 2003 | Acapulco  | Sand  | David Ferrer   | Mark Knowles Daniel Nestor     | 3:6, 3:6   |